# Automobiles Gonfaronnaises Sportives
Automobiles Gonfaronnaises Sportives (AGS) е отбор от Формула 1, участвал в шампионата през периода 1986 – 1991 г. Има 30-годишна история в автомобилните спортове.

## История

### Формула 3
Отборът е създаден от Анри Жулиен през 60-те години. Жулиен е бивш пилот и изявява талант като техник и собственик на отбора.
Първата кола АГС JH1 е създадена за Формула Франция през 1969 г. от бившия сътрудник на Жулиен, белгиеца Кристиан Вандерплен, който остава в отбора до 1988 г.
АГС се насочват към Формула 3, но техните коли не оправдават амбициите, които имат създателите им. През 70-те години този шампионат е доминиран от Мартини и АГС трудно могат да съперничат.

### Формула 2
Следващата стъпка е направена през 1978 г. когато отбора влиза във Формула 2. Тимът отново сам проектира и произвежда колите си. Сезони 1978 и 1979 дават резултати под очакваното и АГС не записва нито една точка, 80-те години бележат промяна. Отборът е един от четирите, които сами произвеждат колите си (другите са Маурер, Минарди и Мерцарио). Отборът почва редовно да печели точки и през 1984 Филип Стрейф печели и първата победа. През 1985 г. шампионатът е преобразуван на Формула 3000, но Жулиен не е доволен от новия формат и мисли за развитие.

### Формула 1
През 1986 г. отборът влиза във Формула 1. Това става едва в края на сезона, на Монца. Отборът по това време се състои от едва 7 души, а „фабриката“ е същият сервиз, с който Жулиен почва през 60-те години. Колата JH 21C е смесица от миналогодишната кола за Формула 3000 и нови елементи взети от Рено. Двигателят е турбо, доставян от Мотори Модерни а пилот на отбора е Иван Капели, тест пилот е Дидие Пирони. През 1987 г. двигателят е Косуърт, а пилот Паскал Фабре. Той е надежден, но не дава добри резултати и в края на сезона е заменен от бразилеца Роберто Морено. На Аделаида Морено записва първите точки за тима, така той завършва с равен брой точки с доста по-солидния тим на Лижие. 1988 г. е повратна точка – единствен пилот е Филип Стрейф, той успява да завърши едва 4 състезания, спонсор е френската Bouygues group, която обещава да налее средства в отбора. Започва строеж на собствена фабрика извън градчето Жонфарон (Gonfaron). Bouygues обаче се оттеглят, а за да спаси фалита Жулиен продава отбора на Сирил дьо Рувр. Вандерплен отива в Колони, а Филип Стрейф е заменен за следващия сезон от Габриеле Таркини. Таркини е близо до точките в Монако и Финикс, но отпада. Все пак в Мексико е шести и това е последната точка в историята на AGS. През 1989 г. е въведена преквалификацията и АГС рядко я преминава. За 1990 г. отборът отново използва двигатели Косуърт. Финансовата криза обаче повлиява на отбора поради което е продаден на италианците Патрицио Канту и Габриеле Рафаели. Пилотът Стефан Йохансон е заменен от Фабрицио Барбаса, нищо не се променя и през 1991 г. Последното състезание е Голямата награда на Португалия 1991 г.
В днешно време АГС е училище за млади пилоти, а сервиза близо до Жонфарон все още съществува.